# Puja

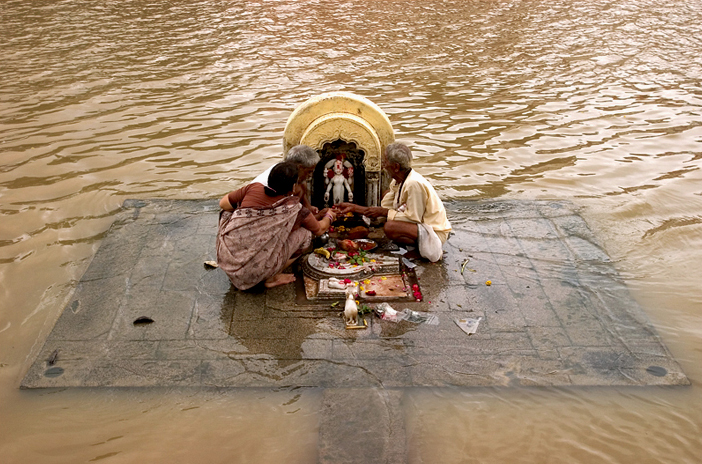
En puja utförs i Ujjain under monsunen på stranden av floden Shipra

Puja (sanskrit för 'ärebetygelse' eller 'dyrkan', särskilt 'religiös dyrkan') är en ritual som de flesta hinduer utför varje morgon efter att ha badat eller efter att ha klätt sig. Den måste utföras innan man äter eller dricker. Ritualernas moment varierar mellan olika grupper, men recitering av mantra med hjälp av ett radband ingår ofta. Ett annat moment som kan ingå är offer av mat eller blommor till en gudabild. Puja utförs också i templen andra tider på dagen. 
Puja sker individuellt. Man renar sig först med vatten och tar av sig skorna. Bönen sker sittande, hemma eller i tempel (förrättas då av en präst från ett brahminkast och då är tempelbesökarna endast åskådare) framför en gudabild som man smörjer med väldoftande oljor och ger små offergåvor åt i form av sötsaker, frukt eller blommor. En viktig del av bönen är meditationen där man fokuserar på andning och mental koncentration.

## Pujafestivaler (ett urval)
- Diwali/Deepavali/Lakshmi Puja
- Durga Puja
- Ganesh Chaturthi
- Holi
- Kali Puja
- Maha Shivaratri
- Rath Yatra/Jagannath Puja
- Raksha Bandhan
- Saraswati Puja